# فهرست حزب‌ها در افغانستان
در افغانستان پس از توافق نامهٔ بن در سال ۲۰۰۱ میلادی و تشکیل دولت جدید احزاب زیادی خود را در وزارت عدلیهٔ افغانستان ثبت نموده‌اند که تعداد آن‌ها به ۱۱۰ رسیده بود. در افغانستان احزاب سیاسی از تشکیلات منظم حزبی برخوردار نیستند و اکثر احزابی که تشکیل می‌شود شکل موسمی داشته و به غیر از چند حزب بزرگ نقش زیادی در حیات سیاسی افغانستان ندارند.

## احزاب سیاسی فعال
در سال ۲۰۰۹ قانون جدید احزاب سیاسی افغانستان نافذ شد. مطابق به این قانون هر حزب سیاسی قابل جواز باید حد اقل ۱۰ هزار عضو و در ۲۰ ولایت دفتر داشته باشند. در آماری که در سایت وزارت عدلیه قرار گرفته‌است تا اکنون ۷۲ حزب ثبت و دارای مجوز فعالیت هستند.
| شماره | نام حزب                                  | رئیس حزب                            | ایدئولوژی                        |
| ----- | ---------------------------------------- | ----------------------------------- | -------------------------------- |
| ۰۱    | حزب ترقی افغانستان                       | اسلام دین معارج                     | حکومت اسلامی و ملیگرا            |
| ۰۲    | حزب نهضت ملی گرایی افغانستان             | سید احمد شکیب منتظری                | -                                |
| ۰۳    | حزب اجماع روشنگران ملی افغانستان         | محمد صبور فرملی                     | -                                |
| ۰۴    | حزب متحد ملی افغانستان                   | نور الحق علومی                      | -                                |
| ۰۵    | حزب نهضت همبستگی ملی افغانستان           | سید اسحاق گیلانی                    | -                                |
| ۰۶    | حزب پیوند ملی افغانستان                  | سید منصور نادری                     | -                                |
| ۰۷    | حزب وحدت اسلامی افغانستان                | محمد کریم خلیلی                     | -                                |
| ۰۸    | حزب جمهوری خواهان افغانستان              | حبیب الله سنجر                      | -                                |
| ۰۹    | حزب ملی وطن                              | شیر الله جبارخیل                    | -                                |
| ۱۰    | حزب انصاف ملی اسلامی افغانستان           | احمد شاه ځدران                      | -                                |
| ۱۱    | تنظیم دعوت اسلامی افغانستان              | عبدالرب رسول سیاف                   | -                                |
| ۱۲    | حزب محاذ ملی اسلامی افغانستان            | پیر سید احمد گیلانی                 | -                                |
| ۱۳    | حزب توحید مردم افغانستان                 | فضل احمد رشتیا                      | -                                |
| ۱۴    | د افغانستان د ملی وحدت ولسی تحریک گوند   | عبدالحکیم نورزی                     | -                                |
| ۱۵    | حزب وحدت ملی افغانستان                   | عبدالرحیم سالارزی                   | -                                |
| ۱۶    | حزب سوسیال دموکرات افغانستان (افغان ملت) | ستانه گل شیرزاد                     | -                                |
| ۱۷    | د افغانستان د سولی غورڅنګ ګوند           | شهنواز تڼی                          | -                                |
| ۱۸    | حزب انسجام ملی افغانستان                 | نجیب الله صادق مدبر                 | -                                |
| ۱۹    | حزب صلح ملی اسلامی افغانستان             | شاه محمود پوپل                      | -                                |
| ۲۰    | حزب نهضت بیداری ملی فلاح افغانستان       | محمد یاسین حبیب                     | -                                |
| ۲۱    | حزب اقتدار اسلامی افغانستان              | احمد شاه احمدزی                     | -                                |
| ۲۲    | حزب‌الله افغانستان                        | حاجی احمد                           | -                                |
| ۲۳    | حزب همبستگی افغانستان                    | محمد داود رزمک                      | -                                |
| ۲۳    | حزب وحدت اسلامی مردم افغانستان           | محمد محقق                           | -                                |
| ۲۵    | حزب رسالت مردم افغانستان                 | نور آقا روشن                        | -                                |
| ۲۶    | حزب جنبش ملی اسلامی افغانستان            | عبدالرشید دوستم - سید نورالله سادات | -                                |
| ۲۷    | حزب کنگره ملی افغانستان                  | عبدالطیف پدرام                      | فدرالیسم - لیبرالیسم - سکولاریسم |
| ۲۸    | حزب اسلامی افغانستان                     | عبدالهادی ارغندیوال                 | -                                |
| ۲۹    | حزب حرکت انقلاب اسلامی مردم افغانستان    | عبدالحکیم منیب                      | -                                |
| ۳۰    | حزب حرکت انقلاب اسلامی افغانستان         | مولوی قلم‌الدین                      | -                                |
| ۳۱    | حزب حقیقت                                | شاه ولی کریم ځوی                    | -                                |
| ۳۲    | حزب حرکت اسلامی افغانستان                | سید محمد علی جاوید                  | -                                |
| ۳۳    | حزب جبهه ملی نجات افغانستان              | صبغت الله مجددی                     | -                                |
| ۳۴    | حزب اسلامی متحد افغانستان                | وحید الله سباوون                    | -                                |
| ۳۵    | حزب ثبات ملی افغانستان                   | احمد هوتک                           | -                                |
| ۳۶    | حزب اعتدال ملی                           | محمد جمیل                           | -                                |
| ۳۷    | حزب حق و عدالت                           | سردار محمد روشن                     | -                                |
| ۳۸    | حزب عدالت و توسعه افغانستان              | محمدجواد                            | -                                |
| ۳۹    | حزب حرکت اسلامی مردم افغانستان           | سید خلیل‌الله انوری                  | -                                |
| ۴۰    | حزب جمعیت اسلامی افغانستان               | صلاح الدین ربانی                    | -                                |
| ۴۱    | حزب اقتدار ملی افغانستان                 | سید علی‌اکبر                         | -                                |
| ۴۲    | حزب حرکت ملی افغانستان                   | وحید الله ناصری                     | -                                |
| ۴۳    | حزب نهضت اسلامی افغانستان                | محمد مختار مفلح                     | -                                |
| ۴۴    | حزب ملت افغانستان                        | جعفر مهدوی                          | -                                |
| ۴۵    | حزب عصرما                                | عبد الرحمن رحمانی                   | -                                |
| ۴۶    | حزب آزادی خواهان مردم افغانستان          | محمد ظریف ناصری                     | -                                |
| ۴۷    | د افغانستان متحد ملت گوند                | عبدالرحیم ایوبی                     | -                                |
| ۴۸    | حزب صدای مردم                            | شیر ولی وردک                        | -                                |
| ۴۹    | حزب نخبگان مردم افغانستان                | عبدالحمید جواد                      | -                                |
| ۵۰    | حزب اجماع ملی جوانان                     | میر حیدر افغان‌زاده                  | -                                |
| ۵۱    | حزب قیام ملی افغانستان                   | زمریالی احدی                        | -                                |
| ۵۲    | حزب افغانستان واحد                       | محمد عمر عیار                       | -                                |
| ۵۳    | حزب رفاه ملی افغانستان                   | محمد حسن جعفری                      | -                                |
| ۵۴    | حزب حراست اسلامی افغانستان               | محمد اکبری                          | -                                |
| ۵۵    | حزب عدالت افغانستان                      | عبدالرشید ایوبی                     | -                                |
| ۵۶    | دافغانستان دوحدت المسلمین تحریک ګوند     | وزیر محمد وحدت                      | -                                |
| ۵۷    | حزب حرکت اسلامی ملت افغانستان            | سید محمد هادی هادی                  | -                                |
| ۵۸    | حزب تحول و رفاه افغانستان                | محمد اشرف احمدزی                    | -                                |
| ۵۹    | حزب ملی ترقی مردم افغانستان              | محمد داود راوش                      | -                                |
| ۶۰    | د افغانستان ولسی حرکت گوند               | صدیق‌الله فهیم                       | -                                |
| ۶۱    | دافغانستان نوی بنسټ ګوند                 | احمدالله علیزی                      | -                                |
| ۶۲    | حزب بیداری ملت افغانستان                 | عبدالمقصود حسن‌زاده                  | -                                |
| ۶۳    | حرکت اسلامی آزاد افغانستان               | سید محمد علی جاوید                  |                                  |
| ۶۴    | حزب توسعهٔ افغانستان                      | مهدی حسنی                           | -                                |
| ۶۵    | حزب اعتدال افغانستان                     | سید حسن صفایی                       | -                                |
| ۶۶    | حزب حرکت انقلاب اسلامی سعادت افغانستان   | محمد عثمان سالک‌زاده                 | -                                |
| ۶۷    | حزب مشارکت ملی افغانستان                 | نجیب الله کابلی                     |                                  |
| ۶۸    | حزب حرکت اسلامی متحد افغانستان           | ابوالحسین یاسر                      |                                  |
| ۶۹    | حزب حمایت نظام اسلامی افغانستان          | امین‌الله امین                       |                                  |
| ۷۰    | حزب خدمتکار مردم افغانستان               | سید مخدوم رهین                      |                                  |
| ۷۱    | حزب برابری مردم افغانستان                | داوود علی نجفی                      |                                  |
| ۷۲    | حزب همبستگی مردم سعادتمند افغانستان      | خواجه محمد صدیقی                    |                                  |
| ۷۳    | حزب عدالت اسلامی ملت افغانستان           | عبدالقاهر شریعتی                    |                                  |
| ۷۴    | جنبش تغییر افغانستان                     | استاد معتصم بالله رحمانی            |                                  |

## فهرست احزاب سابق
فهرست احزابی که در گذشته فعالیت داشتند اما اکنون مجوز فعالیت ندارند و یا غیر فعال هستند.
| شماره | نام حزب                               | بنیان‌گذار            | جزئیات |
| ----- | ------------------------------------- | -------------------- | --- |
| ۰۱    | حزب کار و توسعه افغانستان             | ذوالفقار امید        | ابطال مجوز |
| ۰۲    | حزب اسلامی تبیان                      | سید عیسی حسینی مزاری | |
| ۰۳    | حزب دموکراتیک خلق افغانستان           |                      | قدرت را از اواخر دهه پنجاه تا اوایل دهه هفتاد در اختیار داشت. |
| ۰۴    | حزب وطن                               | محمد نجیب الله       | |
| ۰۵    | حزب اسلامی                            | گلبدین حکمتیار       | اکنون این حزب به اسم عبدالهادی ارغندیوال ثبت شده است. |
| ۰۶    | حزب نهضت ملی افغانستان                |                      | |
| ۰۷    | حزب کمونیست افغانستان                 |                      | |
| ۰۸    | شعله جاوید                            |                      | شعله جاوید از مهمترین جریانات سیاسی و ایدئولوژیک دهه ۴۰ هجری شمسی در افغانستان بود که تا هنوز سازمان‌های فعالی بر ایدئولوژی آن پا می‌فشارند و طیف وسیعی از هواخواهان آن در داخل و خارج کشور وجود دارند. |
| ۰۹    | سازمان انقلابى زحمتكشان افغانستان     | طاهر بدخشى           | |
| ۱۰    | نهضت جوانان مسلمان افغانستان          | نیازی                | نیازی استاد برهان‌الدین ربانی و گلبدین حکمتیار بود. |
| ۱۱    | افغان ملت                             | هاشم میوند وال       | |
| ۱۲    | حزب انقلاب ملی                        | محمد داوود خان       | |
| ۱۳    | حزب «وطن» دموکراتیک افغانستان         |                      | |
| ۱۴    | حزب انسجام و تحول افغانستان           | انجنیر سیداحمد سادات | مجمع حقیقت افغان به حزب انسجام و تحول افغانستان مبدل گردیده است |
| ۱۵    | حزب لیبرال دموکرات افغانستان          |                      | |
| ۱۶    | گروه کار                              | امان الله استوار     | |
| ۱۷    | جمعیت انقلابی زنان افغانستان          |                      | |
| ۱۸    | سازمان رهایی افغانستان                |                      | |
| ۱۹    | نهضت فراگیر دموکراسی و ترقی افغانستان |                      | |
| ۲۰    | جنبش اسلام‌گرای افغانستان              |                      | |
| ۲۱    | حزب وحدت اسلامی ملت افغانستان         | قربان علی عرفانی     | |
| ۲۲    | حزب وحدت ملی اقوام افغانستان          | نصرالله بارکزی       | |
| ۲۳    | حزب صلح و وحدت ملی افغانستان          | عبدالقادر امامی غوری | |
| ۲۴    | حزب اعتدال ملی اسلامی افغانستان       | قره بیگ ایزدیار      | |
| ۲۵    | سازمان اسلامی افغانستان جوان          | سید جواد حسینی       | |
| ۲۶    | حزب افغانستان نوین                    | یونس قانونی          | در سال ۲۰۰۵ با جمعیت اسلامی افغانستان ادغام شد. |
| ۲۷    | حزب استقلال ملی افغانستان             | تاج محمد وردک        | |